# Downton Abbey (película)
Downton Abbey es una película dramática del período histórico de 2019 escrita por Julian Fellowes, creador y escritor de la serie de televisión del mismo nombre, producida por Gareth Neame, Liz Trubridge y Fellowes, y dirigida por Michael Engler. La película es una producción de Carnival Films, con Focus Features y Universal Pictures International distribuyendo y continúa la historia de la serie, con gran parte del reparto original regresando. La película, ambientada en 1927, muestra una visita del rey y la reina a la casa de campo inglesa de la familia Crawley en el campo de Yorkshire. A medida que el personal real desciende en Downton, un asesino también ha llegado e intenta matar al monarca. La familia y los sirvientes se enfrentan al séquito real, incluida la dama de honor de la reina, que se ha peleado con los Crawley, especialmente la condesa viuda, por un problema de herencia.
Gareth Neame y Fellowes comenzaron a planear una adaptación cinematográfica en 2016, poco después de que terminara la serie. Se confirmó oficialmente en julio de 2018 y la filmación comenzó más tarde ese mes, hasta noviembre. La película se estrenó en el Reino Unido el 13 de septiembre de 2019 y en los Estados Unidos el 20 de septiembre de 2019. En general, recibió críticas positivas de los críticos y recaudó $192 millones en todo el mundo.

## Argumento
La película comienza en 1927, aproximadamente un año y medio después de que terminara la serie de televisión. El Palacio de Buckingham informa a Robert y Cora Crawley, conde y condesa de Grantham, que el rey Jorge V y la reina María visitarán la abadía de Downton como parte de una gira real por el país. A Violet Crawley, condesa viuda de Grantham, le preocupa que Maud, Lady Bagshaw, la dama de honor de la reina María, estén incluidas en la gira. Robert es el primo de Maud y su pariente más cercano. Las dos familias se han peleado sobre quién debería heredar la herencia de Maud.
Llegan miembros de la familia real, incluido el señor Wilson, el mayordomo real; Sra. Webb, el ama de llaves real; Miss Lawton, la doncella personal de la reina; Monsieur Courbet, el chef real; y Richard Ellis, el mayordomo personal del rey. Los sirvientes de Downton están ofendidos por la arrogancia de los sirvientes de la familia real. Arriba, Lady Mary Talbot, la hija mayor de Crawley que supervisa la finca, cree que el mayordomo Thomas Barrow no puede administrar una visita real. Ella le pide al Sr. Carson, el mayordomo retirado de Downton, que reanude temporalmente sus deberes anteriores. Barrow, molesto, protesta fuertemente pero se hace a un lado. Robert está impresionado por la posición de principios de Barrow y rechaza la sugerencia de Mary de que sea despedido. Abajo, la asistente de cocina Daisy demora la planificación de su boda con el lacayo Andy Parker, insegura de que sea el hombre adecuado. Andy, celoso cuando un fontanero coquetea con Daisy, reacciona con enojo y daña la caldera recién reparada.
Un hombre que se hace llamar Mayor Chetwode llega a Downton Village. Busca al yerno de Grantham, Tom Branson, quien asume que Chetwode es un detective que evalúa la seguridad de la visita real. Antes del desfile real que comienza a través de Downton Village, Chetwode va a donde el Rey está esperando a la Artillería Real, sin saber que Tom, ahora sospechoso, lo está siguiendo. Mientras Chetwode apunta con una pistola al Rey George, Tom lo ataca y lo clava al suelo. Lady Mary, siguiendo a Tom, patea el arma. Los verdaderos detectives reales arrestan a Chetwode, un simpatizante republicano irlandés que creía erróneamente que Tom era un aliado.
El séquito real inmediatamente se hace cargo de la familia Downton, desplazando al personal de la planta baja. A medida que avanza la visita, Tom y Lucy Smith, la sirvienta de Maud, forman una atracción mutua y, finalmente, acuerdan escribirse. Bertie y Edith Pelham, marqués y marquesa de Hexham, también llegaron a Downton; Edith es la hija menor de Crawley. El Rey le informa a Bertie que debe acompañar al Príncipe de Gales en una gira de tres meses por África. La noticia angustia a Edith, que está embarazada y espera que dé a luz justo cuando Bertie se va de gira. En el jardín, Tom se encuentra con una joven sollozante, sin saber que es la Princesa María. Inicia una conversación que inspira a la princesa a quedarse con su esposo. Mientras tanto, Anna descubre que la señorita Lawton ha estado robando objetos de Downton Abbey. Ella se enfrenta a Lawton, exigiéndole que devuelva los artículos, luego la chantajea para que altere el vestido de Lady Edith al día siguiente, ya que la prenda equivocada ha sido entregada a Downton.
Anna y John Bates unen al personal para retomar el control en la planta baja y defender el honor de Downton Abbey, aunque inicialmente Carson es reacio. Barrow, junto con el Sr. Ellis, implementa el plan, empleando una artimaña para engañar a la mayoría del personal de la familia real para que regrese a Londres. Anna desliza una fuerte ayuda para dormir en el té del chef real, y el Sr. Wilson está "accidentalmente" encerrado dentro de su habitación, permitiendo que la Sra. Patmore cocine y que el Sr. Carson y los lacayos de Downton esperen en la mesa. Cuando el Rey elogia el menú revisado, Molesley aturde a todos al responder impulsivamente que la Sra. Patmore preparó la cena, y el personal de Downton la está sirviendo. Robert se disculpa por el estallido de Molesley, pero la Reina felicita la comida y dice que están acostumbrados a que las personas se comporten de manera extraña a su alrededor.
Esa misma noche, Barrow y Ellis van a York. Mientras Ellis visita a sus padres, Barrow espera en un pub local donde se le acerca un hombre que lo invita a un club nocturno secreto para hombres homosexuales. Casi tan pronto como llega Barrow, la policía asalta el club y arresta a todos. Ellis descubre lo que sucedió y usa su influencia como miembro de la Casa Real para asegurar la liberación de Barrow. Después, los dos hombres desarrollan un vínculo, y Ellis luego le da un recuerdo a Barrow, confiando en que se encontrarán nuevamente.
A medida que el conflicto sobre la propiedad de Maud se intensifica, Isobel, Lady Merton, supone correctamente que Lucy es la hija ilegítima secreta de Maud. Maud ha nombrado a Lucy su heredera por amor. Violet es comprensiva cuando le cuentan los hechos, pero planea unir a los dos hogares a través de Lucy y Tom. Henry Talbot, el esposo de Mary, llega a casa a tiempo para acompañar a la familia a la Casa Harewood con la fiesta real. La princesa Mary informa a sus padres que Tom influyó en su decisión de salvar su matrimonio, lo que provocó que el Rey le dijera a Tom que tiene más de una cosa que agradecerle. El Rey también ha sido persuadido para liberar a Bertie de la inminente gira.
Durante el baile en Harewood, Lady Mary consulta a su abuela en privado sobre su reciente viaje a Londres. Violet confiesa que las pruebas médicas muestran que puede morir pronto. Violet le asegura a Mary angustiada que el legado de Downton estará a salvo en las manos de Mary. Lucy entra al salón de baile, trayendo a Maud un pañuelo como pretexto, para ver el baile. Tom más tarde encuentra a Lucy en la terraza y baila con ella. De vuelta en Downton, Daisy, impresionada por los fuertes sentimientos de Andy por ella después de admitir que fue él quien dañó la caldera, por celos, está lista para planear su boda. El señor Carson y la señora Hughes discuten el futuro de Downton. Carson afirma que durará otros cien años con la familia Crawley aún en residencia.

## Reparto
- Hugh Bonneville como Robert Crawley, séptimo conde de Grantham.
- Elizabeth McGovern como Cora Crawley, condesa de Grantham.
- Michelle Dockery como Lady Mary Talbot.
- Laura Carmichael como Edith Pelham, Marquesa de Hexham.
- Maggie Smith como Violet Crawley, condesa viuda de Grantham.
- Penelope Wilton como Isobel Grey, Baronesa Merton.
- Allen Leech como Thomas Branson.
- Matthew Goode como Henry Talbot.
- Harry Hadden-Paton como Herbert Pelham, séptimo marqués de Hexham.
- Jim Carter como Charles Carson.
- Phyllis Logan como Elsie Hughes-Carson.
- Rob James-Collier como Thomas Barrow.
- Brendan Coyle como John Bates.
- Joanne Froggatt como Anna Bates.
- Sophie McShera como Daisy Mason.
- Lesley Nicol como Beryl Patmore.
- Kevin Doyle como Joseph Molesley.
- Raquel Cassidy como Phyllis Baxter.
- Michael C. Fox como Andrew "Andy" Parker.
- Douglas Reith como Richard Gray, Baron Merton.
- Imelda Staunton como Lady Bagshaw.
- Tuppence Middleton como Lucy Smith.
- Geraldine James como Reina María.
- Simon Jones como Jorge V
- Kate Phillips como María, Princesa Real y Condesa de Harewood.
- Max Brown como Richard Ellis.
- Dan Stevens como Matthew Crawley

## Producción

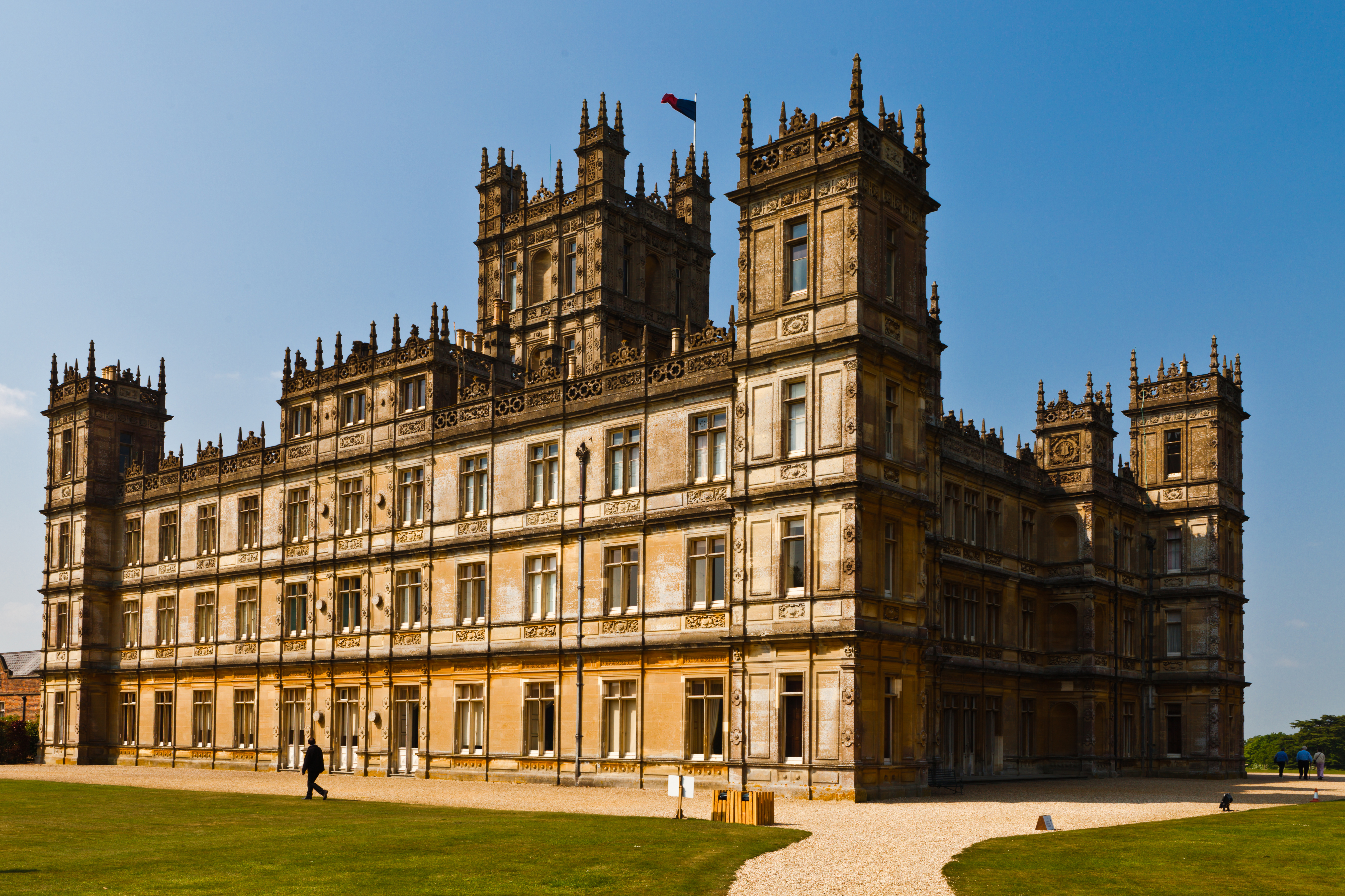
Castillo de Highclere, el sitio utilizado como la finca ficticia de Downton Abbey.

### Desarrollo
La serie de televisión original, Downton Abbey, terminó en 2015, después de 52 episodios con su episodio final ambientado en la víspera de Año Nuevo, 1925. En abril de 2016, se reveló que se estaba considerando una adaptación cinematográfica, con Julian Fellowes trabajando en una trama de esquema. Se distribuyó un guion a los miembros originales del elenco a principios de 2017.
El 13 de julio de 2018, los productores confirmaron que se realizaría un largometraje, cuya producción comenzaría a mediados de 2018. El guion fue escrito por Fellowes. Los productores son Gareth Neame, Liz Trubridge y Fellowes. La película es distribuida por Focus Features y Universal Pictures International. A fines de agosto de 2018, se informó que Brian Percival había renunciado como director y Michael Engler asumió este trabajo. Percival, además de Nigel Marchant, sería un productor ejecutivo.
La trama de la película se basa en un viaje real de la realeza británica a Wentworth Woodhouse en 1912 para demostrar la importancia de la monarquía. La propiedad en sí se utilizó como parte de los lugares de rodaje debido al vínculo de la historia con esa historia.

### Casting
Se confirmó que los miembros originales del elenco, incluidos Hugh Bonneville, Elizabeth McGovern, Michelle Dockery, Laura Carmichael y Maggie Smith, regresaron como sus personajes de la serie, con Joanne Froggatt confirmando su participación en un anuncio por separado. Lily James, quien interpretó a Lady Rose MacClare, declaró que no estaría repitiendo su papel para la película, como lo hizo Ed Speleers, quien interpretó al lacayo Jimmy Kent.
Un anuncio de agosto de 2018 indicó que los recién llegados Imelda Staunton, Geraldine James, Tuppence Middleton, Simon Jones, David Haig, Kate Phillips y Stephen Campbell Moore estarían entre el elenco de la película. Los productores dijeron a los medios de comunicación que Simon Jones y Geraldine James interpretan al Rey y a la Reina, respectivamente (aunque no se muestran en el tráiler), mientras que David Haig aparece como el mayordomo del Rey.
En septiembre de 2018, se confirmó que Matthew Goode, quien interpretó al esposo de Lady Mary, Henry Talbot en la serie final, aparece solo brevemente debido a otros compromisos, mientras que Jim Carter, Brendan Coyle, Kevin Doyle, Harry Hadden-Paton, Rob Se confirmó que James-Collier, Allen Leech, Phyllis Logan, Sophie McShera, Lesley Nicol y Penélope Wilton repitieron sus papeles respectivos, con Max Brown uniéndose en un nuevo papel no revelado.

### Vestuario
El vestuario fue diseñado por Anna Mary Scott Robbins trabajando con John Bright de la compañía de vestuario COSPROP en Londres, que se especializa en trajes históricos de época. La compañía posee algo del guardarropa real de la reina María, estudiado para detalles de la composición. El vestuario de la Reina María de Geraldine James fue hecho usando material de uno de los vestidos reales de la Reina. Durante la escena del baile, tanto Michelle Dockery como Elizabeth McGovern usaban vestidos vintage que estaban adornados con trabajo adicional. El vestido francés con cuentas de Dockery tenía cuentas alargadas que llegaban hasta el suelo y que fueron cosidas a mano. Mientras Michelle Dockery usa cristales de Swarovski en su tiara, la de Maggie Smith es una pieza de platino del siglo XIX de Bentley & Skinner de los joyeros Piccadilly por cita real con 16.5 quilates de diamantes. El vestido de baile de Smith fue encontrado en una tienda vintage en París y el tinte se usó para alterar el color turquesa a lila.

### Rodaje
La fotografía principal comenzó en Londres a fines de agosto de 2018. Para el 20 de septiembre, algunas filmaciones estaban en marcha en el Castillo de Highclere, Hampshire, que había sido el lugar principal de la serie de televisión. También en septiembre, se estaba filmando en Lacock, Wiltshire, con Dame Maggie Smith, Hugh Bonneville, Elizabeth McGovern y Michelle Dockery, así como dos nuevos miembros del reparto, Imelda Staunton (esposa de Jim Carter) y Geraldine James; Las escenas filmadas en Lacock incluyeron una celebración con caballos de la Royal Artillery. Las escenas exteriores ambientadas en York fueron filmadas en el lugar en el Museo Beamish, completadas con tranvías operacionales. Las escenas de Heritage Railways fueron filmadas en el North Yorkshire Moors Railway con el término Pickering que representa a Kings Cross. El entrenador de la oficina de clasificación de Royal Mail fue prestado del Gran Ferrocarril Central en Loughborough. La filmación concluyó en noviembre de 2018.

## Estreno
Un libro complementario y una guía para el largometraje estaban disponibles para pedidos anticipados a partir de agosto de 2019 y se publicarán el 17 de septiembre, que es una mirada detrás de escena de la producción cinematográfica. La película se estrenó en Australia el 12 de septiembre de 2019, en el Reino Unido el 13 de septiembre de 2019 y en los Estados Unidos el 20 de septiembre de 2019. Se estrenó en Leicester Square el 9 de septiembre de 2019.

## Recepción

### Taquilla
A partir del 20 de diciembre de 2019, Downton Abbey ha recaudado $96.9 millones en los Estados Unidos y Canadá, y $94.9 millones en otros territorios, para un total mundial de $191.8 millones.
Varias semanas antes de su lanzamiento en los Estados Unidos, Fandango anunció que las ventas anticipadas de entradas del primer día de Downton Abbey se adelantaron a todos los otros dramas para adultos en 2019, incluido Once Upon a Time in Hollywood (debut de $41.1 millones en julio). Una semana antes de su lanzamiento, la película realizó proyecciones avanzadas, donde ganó $2.2 millones. En general, se proyectó originalmente que recaudaría entre 16 y 25 millones de dólares brutos de 3076 teatros en su primer fin de semana. Después de ganar $13.8 millones en su primer día, incluidos $2.1 millones de las previsualizaciones del jueves por la noche, las estimaciones se elevaron a $31 millones. Luego debutó con $31 millones, encabezando la taquilla y marcando la apertura más grande en la historia de Focus Features. La película ganó $14.5 millones en su segundo fin de semana, terminando segundo detrás del recién llegado Abominable, luego $7.9 millones en su tercero, terminando tercero.

### Crítica
En el sitio web especializado Rotten Tomatoes, la película posee una aprobación de 84%, basada en 254 reseñas, con una calificación de 6.9/10 y con un consenso crítico que dice: "Downton Abbey destila muchos de los ingredientes que hicieron del programa un favorito duradero, dando la bienvenida a los fanáticos de regreso a un regreso a casa bien resplandeciente." De parte de la audiencia tiene una aprobación de 94%, basada en más de 10 000 votos, con una calificación de 4.6/5. El sitio web Metacritic le dio a la película una puntuación de 68 de 100, basada en 45 reseñas, indicando "reseñas generalmente favorables". El público encuestado por CinemaScore le dio a la película una calificación promedio de "A" en una escala de A + a F, mientras que aquellos en PostTrak le dieron un promedio de 4.5 de 5 estrellas y un 72% de "recomendación definitiva".
June Thomas, que escribe para Slate, elogió la película y escribió: "La trama de la película Downton Abbey es brillante, no tanto porque sea sorprendente, sino porque permite que cada miembro del elenco haga lo que esperamos de ellos". En una reacción más tibia, Peter Bradshaw, escribiendo para The Guardian, dijo: "La película Downton Abbey no está tan espectacularmente repleta de estrellas como Gosford Park, pero tiene su parte del talento de la lista A, sin embargo: Maggie Smith, por supuesto, como la condesa viuda de Grantham, Hugh Bonneville como Lord Grantham (distraídamente acariciando a su perro perdiguero en el desayuno); también está Imelda Staunton en un nuevo papel y Jim Carter como el ex mayordomo de cejas Escarabajo, Carson. Todos están muy infrautilizados".
Escribiendo en la publicación británica Radio Times, Eleanor Bley Griffiths escribe que Downton la película es "francamente decepcionante". Ella explica que "lo que le falta a la película es una sensación de peligro real. Como descubrimos en el tráiler, la gran trama es esta: ¡el Rey y la Reina vienen a cenar y Downton debe ser perfecto! Pero esa simple historia se extiende a un total de dos horas de drama increíblemente bajo y predecible con un exceso de subtramas". Griffiths continúa comparando de manera desfavorable la serie de televisión con la nueva película: "En la televisión, hubo tiempo para explorar diferentes hilos y resaltar personajes específicos a medida que avanzaba la serie; pero la película nos da una serie completa de historias distribuidas en una trama principal mediocre".

### Cultura popular
El elenco y el equipo aparecieron en un breve segmento de entrevistas en la televisión pública de PBS el 20 de septiembre de 2019, como reconocimiento de la influencia que la película y las series relacionadas han tenido en la cultura popular estadounidense.

## Futuro
Después del lanzamiento de la película, el creador Julian Fellowes y el elenco declararon que ya tienen ideas sobre una posible secuela.